# Farouq Diouri
Farouq Diouri (in arabo فاروق الديوري‎?; Casablanca, 27 gennaio 1943) è un ex cestista marocchino.

## Carriera
Con il Marocco ha disputato i Giochi olimpici di Città del Messico 1968.